# Magrè (Schio)
Magrè è una frazione del comune di Schio, in provincia di Vicenza.
Ha costituito un comune autonomo fino al 19 maggio 1928; ha cambiato denominazione da Magrè a Magrè Vicentino il 6 marzo 1928.

## Origini del nome
Il toponimo Magrè avrebbe origini paleovenete: lo si rimanda a macru, ovvero "luogo che rende poco".

## Storia

### Epoca antica

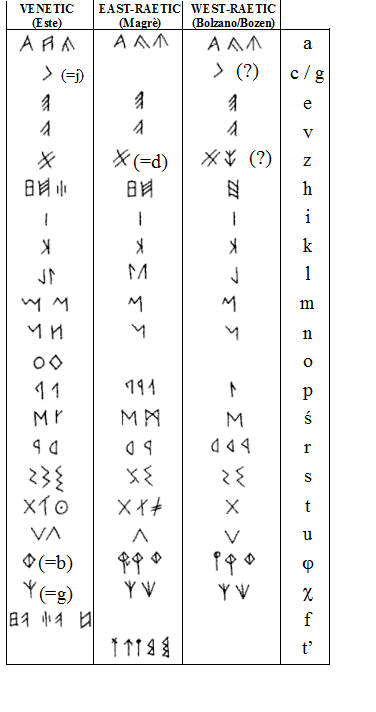
Alfabeti retico orientale (di Magrè presso Schio) e occidentale (di Bolzano-Sanzeno) comparati con il venetico

Sulla collina denominata Castello di Magrè sorgeva forse l'unico luogo di culto preromano dell'Alto Vicentino: vi sono stati trovati frammenti di corna di cervo inscritte databili al III secolo a.C., da avvicinare forse al culto della dea Reitia, figura legata alla salute e alla fertilità. Il tempietto era al centro di un'area boscosa considerata sacra. Non è del tutto chiaro se gli abitanti fossero paleoveneti o Reti - popolazione che abitava le valli e i monti della regione alpina centro-orientale - accomunati dalla scrittura, per entrambi di derivazione etrusca.
Sono state trovate anche monete romane e tombe della stessa epoca sono state rinvenute lungo via Tuzzi, ovvero l'antica "Pista dei Veneti". È stato ipotizzato che i Romani abbiano identificato Reitia con Diana e che i primi evangelizzatori abbiano sostituito le virtù risanatrici di Reitia con il culto dei martiri e medici cristiani Leonzio e Carpoforo.

### Medioevo
Il colle, fortificato con un castello durante l'Alto Medioevo, fu feudo dei vescovi di Vicenza. Lo era ancora nel 1306, quando Marcabruno fu Artusio da Vivaro otteneva dal vescovo l'investitura de castro Belvixini et villa Turris, de castro et villa Magrade, de castro et villa Insulae … cum omnibus comitatibus et jurisdictionibus comitatuum … anche se, probabilmente, molti dei diritti collegati al feudo erano già stati usurparti.
Nel X secolo a Magrè i benedettini dell'abbazia vicentina dei santi Felice e Fortunato avevano qui dei terreni concessi in feudo dal vescovo di Vicenza; il privilegium del vescovo Rodolfo del 983 ricorda in Magrade casale unum. È dubbio però che qui fosse insediata una comunità monastica; la dedicazione della chiesa di san Zeno, il santo titolare del monastero veronese, può essere frutto della devozione dei lavoratori veronesi insediatisi a Magrè e la prima chiesa di Magrè dedicata a san Benedetto sorse nell'età tardo-medioevale (è documentata nel 1418).
Infine anche i canonici della cattedrale di Vicenza avevano in questo territorio delle possessioni, ottenute con il privilegio del vescovo Pistore nel 1185 - confermato dal papa Urbano III nel 1186 - un atto che scorporava i beni della Chiesa vicentina, attribuendone una parte cospicua ai canonici come rendita personale. Mantese vede un collegamento tra questa titolarità e la dedicazione della chiesa di Magrè - a sua volta dipendente dalla Pieve di Santa Maria di Belvicino alla fine del XIII secolo - a San Leonzio, uno dei patroni della chiesa cattedrale.

### Epoca moderna
L'antico castello fu distrutto nel 1514 contestualmente al castello di Schio nel corso delle alterne vicende della guerra della Lega di Cambrai.

### Epoca contemporanea
Sulla sommità della collina del castello nel 1929 venne eretta una chiesetta dedicata a san Rocco, alla cui protezione si ricorse nel 1928 durante un'epidemia di tifo. Nello stesso anno fu anche costruito, sul medesimo colle, l'acquedotto comunale.
Nel 1928 il comune di Magrè venne aggregato a quello di Schio diventandone una frazione. Oggi costituisce il quartiere scledense numero quattro.

## Monumenti e luoghi d'interesse
I monumenti principali di Magrè sono stati costruiti dopo il XV secolo. In effetti prima dell'inizio della dominazione veneziana (1404) pochi edifici erano in muratura: negli statuti comunali del 1424 (il Liber Statutorum di cui si conserva ancora l'originale) si comminano infatti pesanti sanzioni a chi accenda un fuoco senza il debito permesso.
Caratteristica comune di tutte le abitazioni antiche di Magrè è quella di comunicare verso la strada solo attraverso il portone che immette in una corte interna. Da essa si accede agli altri ambienti: l'abitazione, la stalla, le barchesse, i recinti per il bestiame. All'interno della corte si poteva trovare anche un piccolo orto e, a ridosso della casa, un pergolato di viti. Numerose sono ancora le case che conservano questa struttura, ma spesso le linee architettoniche sono state snaturate da restauri più o meno recenti.
Le forme delle abitazioni e il loro modo di aggregarsi ricordano un'economia agricola, legata in buona parte al lavoro della terra anche quando si cominciò a lavorare nella locale filanda, o quando si trovò lavoro nelle fabbriche di Schio.

### Chiesa di san Benedetto
Costruita nel XIV secolo nel luogo dell'attuale piazza Battisti, fu demolita intorno alla metà del XIX secolo perché fatiscente e poco capiente. A Magrè la presenza benedettina è attestata da un privilegio del vescovo Rodolfo (983) che attribuiva al monastero di san Felice in Vicenza il possesso di un casale a Magrè, ma non è ancora provata l'esistenza in loco di una comunità monastica. Una nuova chiesa dedicata a san Benedetto è stata edificata negli anni cinquanta a servizio del nuovo quartiere sviluppatosi nel secondo dopoguerra.

### Antica chiesa dei santi Leonzio e Carpoforo

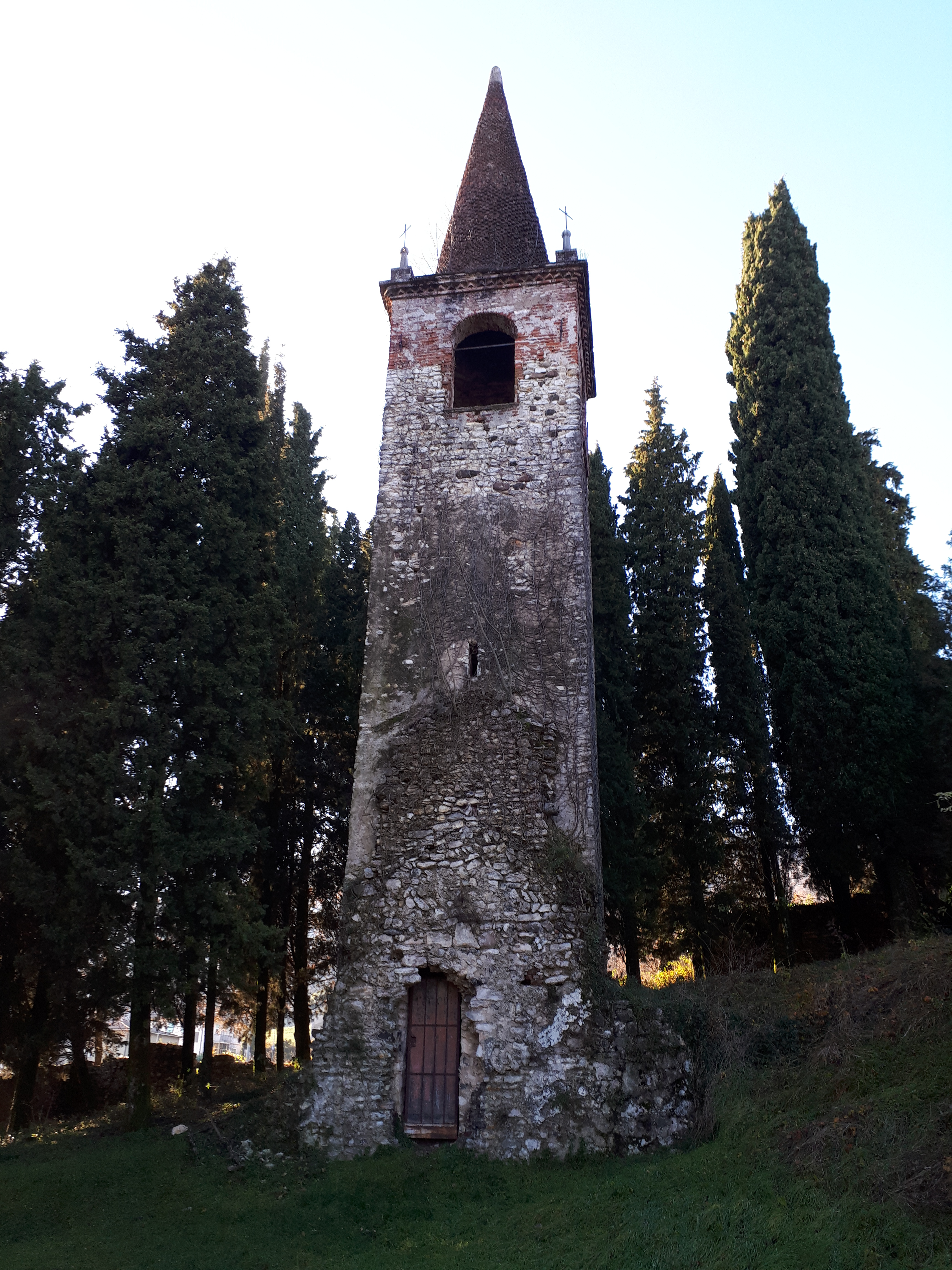
Il campanile romanico di Magrè, unico resto della antica chiesa dei santi Leonzio e Carpoforo, distrutta il 29 aprile del 1945 dai tedeschi in fuga

Ex parrocchiale, in via Cimitero Vecchio, ubicata sulle pendici del monte Raga, fu fondata probabilmente tra l'XI e il XII secolo e funzionò sino al 1847, quando venne definitivamente sostituita dalla attuale parrocchiale costruita nel centro di Magrè. La chiesa era decorata all'esterno con affreschi risalenti al XIV secolo. Il cimitero annesso fu chiuso fino al 1900 in seguito alla costruzione del nuovo cimitero del paese. Nel corso della seconda guerra mondiale l'edificio fu utilizzato come deposito di munizioni dalle truppe d'occupazione e venne fatto brillare il 29 aprile 1945 dai nazisti in ritirata. L'edificio venne completamente distrutto, con l'eccezione del campanile, che venne restaurato nel 1974.

### Posto di guardia del Castello
Nei pressi di piazza Battisti conserva l'antico portale ad arco a tutto sesto.

### Chiesa di Santa Giustina
Ora scomparsa, la sua origine si può collegare con l'insediamento longobardo documentato in località Castellon. La chiesa esisteva ancora nel 1475 quando ricevette, per testamento, una donazione di 10 libre.

### Parrocchiale
La attuale parrocchiale, la chiesa dei santi Leonzio e Carpoforo, porta la stessa dedica della antica parrocchiale e fu costruita fra il 1847 e il 1854, riutilizzando anche materiale della demolita chiesa di san Benedetto: da quest'ultima provengono le statue del frontone, gli altari laterali e quello dell'oratorio (in origine altare maggiore).

### Chiesetta di Rio
Negli ultimi seicento anni ha subito vari rifacimenti. L'attuale edificio fu costruito nel 1885 e restaurato nel 1955. La sua costruzione si deve, secondo la tradizione, a un fatto miracoloso: in una notte del Quattrocento una statua della Madonna ubicata nella chiesa del cimitero vecchio venne ritrovata dai contadini appoggiata a una siepe di biancospino. Il fenomeno si ripeté altre volte finché non si decise di costruire sul luogo il tempietto. La leggenda è in realtà diffusa in tutta Europa con poche differenze, come a Valvanera presso Nájera o nel caso della Madonna dell'Encina a Ponferrada (Spagna).

### Casa Capra
Una costruzione del XVI secolo, come attestavano le finestre in pietra che erano presenti lungo il corpo principale. L'edificio, che si sviluppava elegante e armonico, è stato più volte modificato e ristrutturato. Secondo alcuni il disegno originale era di Palladio.

### Casa Baice
Edificio di scarso interesse architettonico, ma da segnalare in quanto vi nacque e morì Giuseppe Baice (1837-1867), unico scledense a partecipare alla spedizione dei Mille;

### Palazzo Pagello-Maraschin-Piccoli
Qui, alla fine del Settecento, si riunivano gli spiriti illuminati per le loro discussioni di cultura, di arte e, in segreto, di politica. Alessandro Rossi vi conobbe la moglie Maria Maraschin, figlia del padrone di casa. Rimane intatto lo scalone con un affresco settecentesco rappresentante un'allegoria.

## Società

### Evoluzione demografica
Abitanti censiti